# Odilia Bregante
Odilia Bregante (1895 - fecha desconocida) fue una docente argentina y una de las primeras antropólogas del país. 

## Biografía
Odilia Bregante estudio en la Facultad de Filosofía y Letras de la Universidad de Buenos Aires, recibiéndose en el año 1924 con la tesis doctoral titulada "Ensayo de clasificación de la cerámica del Noroeste argentino" que fuera dirigida por Salvador Debenedetti, de quien es considerada una discípula. Esta tesis, que le dio el título de Doctora, recibió el "Premio Ángel Estrada" que permitió que la tesis fuera publicada en forma de libro por la editorial Estrada en el año 1926.

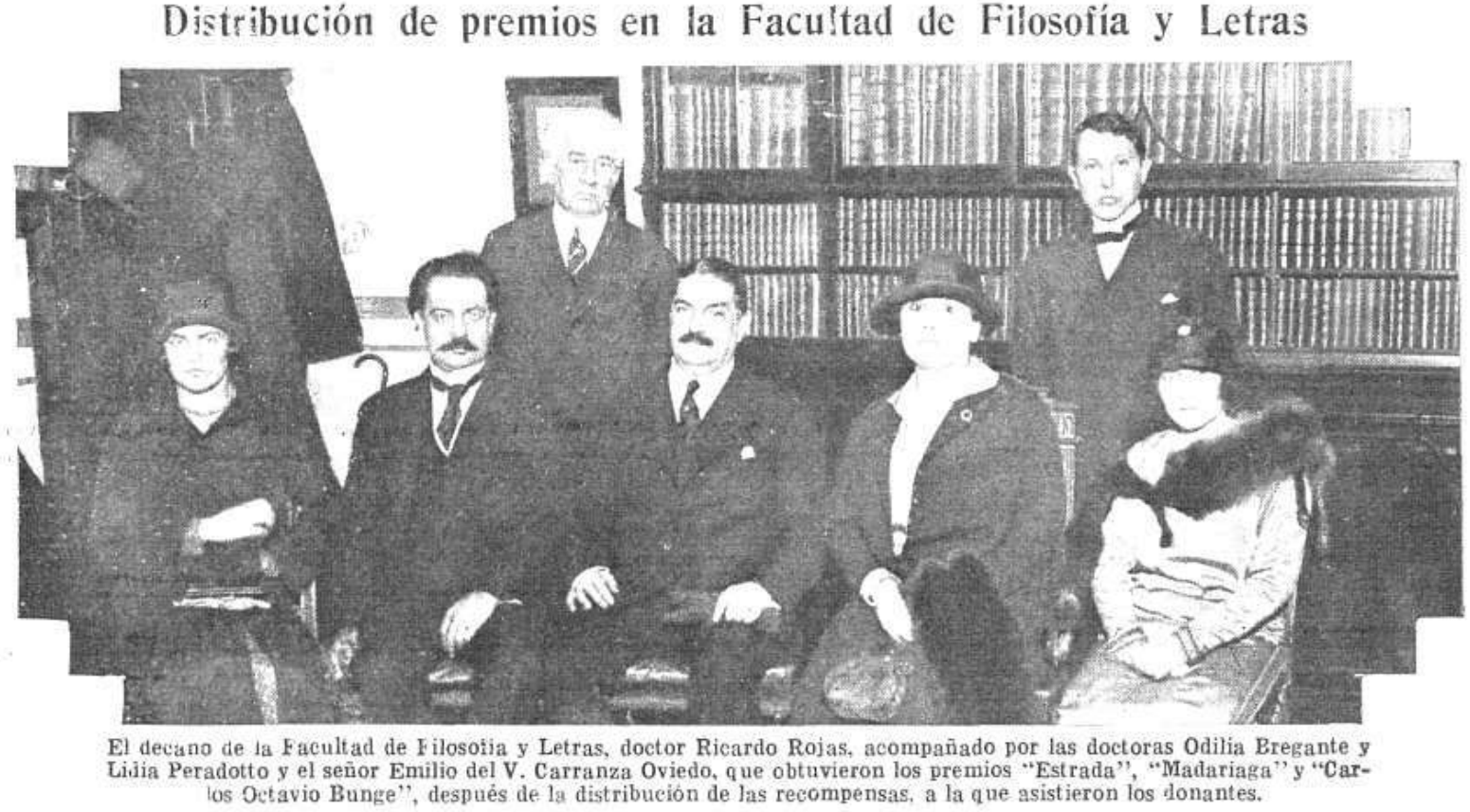
Fotografía publicada en Caras y Caretas de Ricardo Rojas, Odilia Bregante, Lidia Peradotto y Emilio del V. Carranza Oviedo recibiendo premios por sus tesis doctorales. Lamentablemente, no se aclara cuál de las tres mujeres de la fotografía es Odilia Bregante.

En este, su único trabajo publicado, Odilla Bregante realiza una completa clasificación de los materiales cerámicos reunidos hasta entonces del noroeste argentino. Esta tiene el mérito además de ser la primera tentativa clasificatoria de la misma. De esta forma, ella pudo establecer los tipos principales sobre las características de la cerámica, independientemente de sus asociaciones. Se centra de forma importante en la cuestión de la distribución espacial de los motivos, incluyendo gran cantidad de mapas que detallan las “zonas de dispersión” de los distintos tipos alfareros y hasta de algunos motivos iconográficos. Este intento clasificatorio permaneció durante muchos años sin aplicación, casi olvidado.
Es considerada una de las antropólogas pioneras, junto con otras colegas como María Elena Homberg de Ambrosetti, Julliane Diellenius y María Delia Millán de Palavecino; quienes debieron realizar sus investigaciones en contextos complejos por las dificultades para realizar trabajos arqueológicos en ciudades alejadas de las áreas de estudio, como por su condición de mujeres.
A su vez, en el año 1919 se desempeñaba como docente, y su tesis doctoral en arqueología le permitió el ascenso de categoría en su actividad como maestra normal. En el año 1926 fue vicedirectora interina de la Escuela Normal N.º 11 de Buenos Aires. Según registros, continuó siendo docente al menos hasta el año 1939.